# Holly Johnson

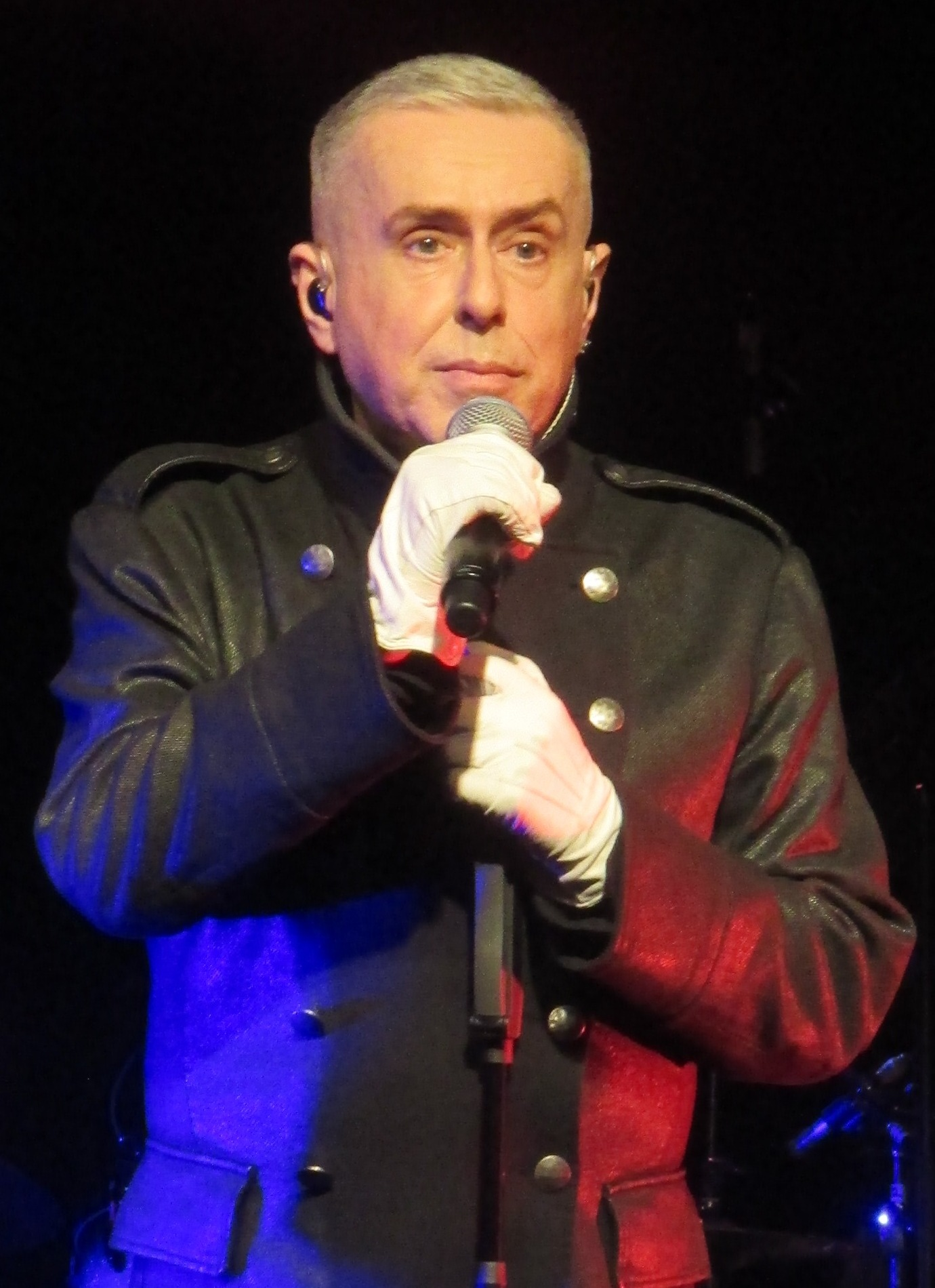
Holly Johnson in Berlin, 2014

Holly Johnson (* 9. Februar 1960 in Liverpool; eigentlich William Johnson) ist ein britischer Sänger, Songschreiber und Maler. Er wurde in den 1980er-Jahren als Leadsänger der Gruppe Frankie Goes to Hollywood bekannt und hatte auch als Solokünstler Charterfolge.

## Leben
Johnson war in den späten 1970er Jahren Mitglied der britischen Punk-Musikgruppe Big In Japan. Bekannt wurde er vor allem als Sänger der Popgruppe Frankie Goes to Hollywood, die von 1983 bis 1987 erfolgreich in den Charts vertreten war. Da er mit der musikalischen Weiterentwicklung nicht einverstanden war, verließ er im Frühjahr 1987 die Gruppe, die sich damit auflöste.

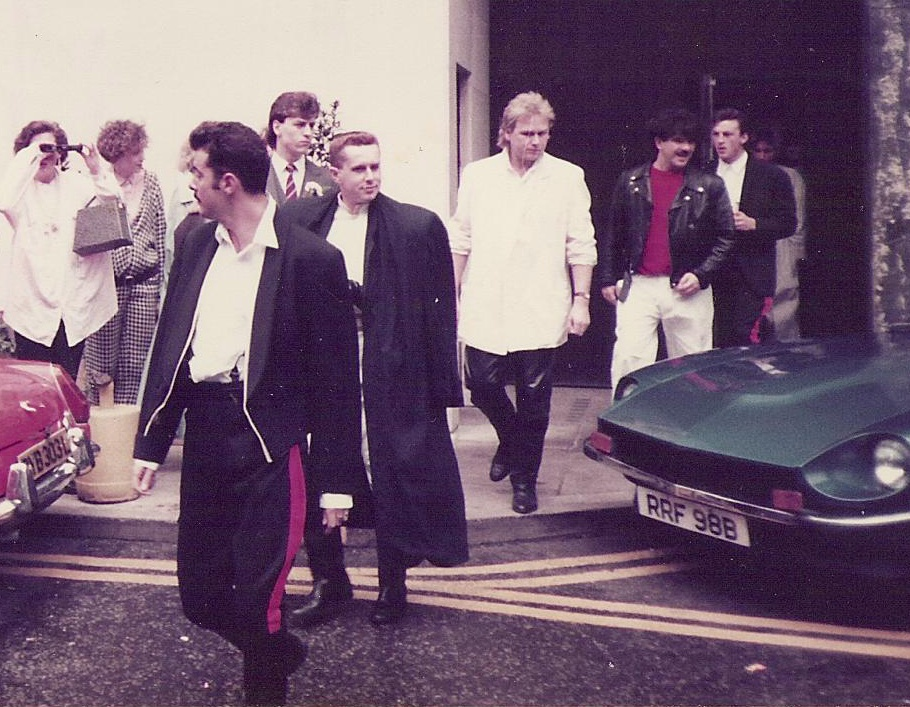
Holly Johnson (in der Bildmitte mit langem schwarzen Mantel; vermutlich 1985)

Holly Johnson und sein Bandkollege Paul Rutherford gehörten in den 1980er Jahren zu den ersten Künstlern, die sich offen zu ihrer Homosexualität bekannten. Im Frühjahr 1989 veröffentlichte er sein erstes Soloalbum, das es auf Platz 1 in den britischen Charts schaffte. Bekannter Titel aus dem Album ist der Song Americanos, der es in Österreich bis auf den Spitzenplatz schaffte.
Im Jahre 1991 erfuhr er, dass er HIV-positiv ist. 1993 machte er dies öffentlich. Johnson ist einer der HIV-Langzeit-Überlebenden, er lebt seit mehr als 34 Jahren mit der Infektion. 1994 erschien Johnsons Autobiografie A Bone in My Flute. Schon in den frühen 1980er Jahren begann Johnson mit der Malerei. Sein künstlerischer Stil ist unter anderem geprägt durch die plakative Verwendung von Phallus-Symbolen und die Auseinandersetzung mit Homosexualität. 
Nachdem er sich lange hauptsächlich der Malerei zugewandt hatte und nur gelegentlich als Sänger auftrat, ist Holly Johnson seit 2011 wieder vermehrt im Musikgeschäft tätig. Am 30. Juni 2012 war er das erste Mal seit langem bei dem Stadtwerke-Fest Potsdam wieder in Deutschland auf einer Bühne zu sehen. Bei dem zirka einstündigen Konzert spielte er zu etwa gleichen Teilen Solomaterial sowie Stücke von Frankie Goes to Hollywood. 2014 erschien Europa, sein erstes Soloalbum seit 15 Jahren. Zwei Jahre später, 2016, erschien der Song Ascension, der Bestandteil des Soundtrack des Films Eddie the Eagle ist.
Am 26. Dezember 2024 gewann Johnson als Nutcracker eine Weihnachts-Spezialausgabe der britischen Version von The Masked Singer.
Im Laufe seiner musikalischen Karriere arbeitete er unter anderem mit Brian May von Queen, Frankie Knuckles und Apollo 440 zusammen.
Holly Johnson lebt mit seinem deutschen Lebensgefährten Wolfgang Kuhle, mit dem er seit 1984 zusammen ist, im Westen Londons.

## Diskografie

### Alben
| Jahr | Titel  | Höchstplatzierung, Gesamtwochen/‑monate, AuszeichnungChartplatzierungen (Jahr, Titel, Platzierungen, Wochen/Monate, Auszeichnungen, Anmerkungen) | Höchstplatzierung, Gesamtwochen/‑monate, AuszeichnungChartplatzierungen (Jahr, Titel, Platzierungen, Wochen/Monate, Auszeichnungen, Anmerkungen) | Höchstplatzierung, Gesamtwochen/‑monate, AuszeichnungChartplatzierungen (Jahr, Titel, Platzierungen, Wochen/Monate, Auszeichnungen, Anmerkungen) | Höchstplatzierung, Gesamtwochen/‑monate, AuszeichnungChartplatzierungen (Jahr, Titel, Platzierungen, Wochen/Monate, Auszeichnungen, Anmerkungen) | Anmerkungen                          |
| Jahr | Titel  | DE | AT | CH | UK | Anmerkungen                          |
| ---- | ------ | --- | --- | --- | --- | ------------------------------------ |
| 1989 | Blast  | DE5 Gold · (25 Wo.)DE | AT12 (4 Mt.)AT | CH10 (15 Wo.)CH | UK1 Platin · (17 Wo.)UK | Erstveröffentlichung: April 1989     |
| 2014 | Europa | — | — | — | UK63 (1 Wo.)UK | Erstveröffentlichung: September 2014 |

Weitere Alben
- 1989: Hollelujah (The Remix Album)
- 1991: Dreams That Money Can't Buy
- 1999: Soulstream

### Singles

#### Als Leadmusiker
| Jahr | Titel                                             | Höchstplatzierung, Gesamtwochen/‑monate, AuszeichnungChartplatzierungen (Jahr, Titel, Platzierungen, Wochen/Monate, Auszeichnungen, Anmerkungen) | Höchstplatzierung, Gesamtwochen/‑monate, AuszeichnungChartplatzierungen (Jahr, Titel, Platzierungen, Wochen/Monate, Auszeichnungen, Anmerkungen) | Höchstplatzierung, Gesamtwochen/‑monate, AuszeichnungChartplatzierungen (Jahr, Titel, Platzierungen, Wochen/Monate, Auszeichnungen, Anmerkungen) | Höchstplatzierung, Gesamtwochen/‑monate, AuszeichnungChartplatzierungen (Jahr, Titel, Platzierungen, Wochen/Monate, Auszeichnungen, Anmerkungen) | Höchstplatzierung, Gesamtwochen/‑monate, AuszeichnungChartplatzierungen (Jahr, Titel, Platzierungen, Wochen/Monate, Auszeichnungen, Anmerkungen) | Anmerkungen                          |
| Jahr | Titel                                             | DE | AT | CH | UK | US | Anmerkungen                          |
| ---- | ------------------------------------------------- | --- | --- | --- | --- | --- | ------------------------------------ |
| 1989 | Love Train Blast                                  | DE4 (18 Wo.)DE | AT17 (2 Mt.)AT | CH8 (12 Wo.)CH | UK4 Silber · (11 Wo.)UK | US65 (6 Wo.)US | Erstveröffentlichung: Januar 1989    |
| 1989 | Americanos Blast                                  | DE2 (21 Wo.)DE | AT1 (4½ Mt.)AT | CH4 (12 Wo.)CH | UK4 Silber · (11 Wo.)UK | — | Erstveröffentlichung: März 1989      |
| 1989 | Atomic City Blast                                 | DE16 (12 Wo.)DE | AT19 (½ Mt.)AT | CH10 (7 Wo.)CH | UK18 (4 Wo.)UK | — | Erstveröffentlichung: Juni 1989      |
| 1989 | Heaven's Here Blast                               | DE58 (8 Wo.)DE | — | — | UK62 (2 Wo.)UK | — | Erstveröffentlichung: September 1989 |
| 1990 | Where Has Love Gone ? Dreams That Money Can't Buy | — | — | — | UK73 (1 Wo.)UK | — | Erstveröffentlichung: November 1990  |
| 1991 | Across The Universe Dreams That Money Can't Buy   | — | — | — | UK99 (1 Wo.)UK | — | Erstveröffentlichung: März 1991      |
| 1994 | Legendary Children (All of Them Queer)            | — | — | — | UK85 (1 Wo.)UK | — | Erstveröffentlichung: Oktober 1994   |
| 1999 | Disco Heaven Soulstream                           | — | — | — | UK85 (1 Wo.)UK | — | Erstveröffentlichung: September 1999 |
| 1999 | The Power of Love Soulstream                      | — | — | — | UK56 (2 Wo.)UK | — | Erstveröffentlichung: Dezember 1999  |

Weitere Singles
- 1979: Yankee Rose
- 1980: Hobo Joe
- 1998: The First Cut Is the Deepest…
- 2014: In and Out of Love
- 2016: Ascension

#### Als Gastmusiker
| Jahr | Titel                     | Höchstplatzierung, Gesamtwochen, AuszeichnungChartplatzierungen (Jahr, Titel, Platzierungen, Wochen, Auszeichnungen, Anmerkungen) | Höchstplatzierung, Gesamtwochen, AuszeichnungChartplatzierungen (Jahr, Titel, Platzierungen, Wochen, Auszeichnungen, Anmerkungen) | Höchstplatzierung, Gesamtwochen, AuszeichnungChartplatzierungen (Jahr, Titel, Platzierungen, Wochen, Auszeichnungen, Anmerkungen) | Höchstplatzierung, Gesamtwochen, AuszeichnungChartplatzierungen (Jahr, Titel, Platzierungen, Wochen, Auszeichnungen, Anmerkungen) | Höchstplatzierung, Gesamtwochen, AuszeichnungChartplatzierungen (Jahr, Titel, Platzierungen, Wochen, Auszeichnungen, Anmerkungen) | Anmerkungen                                                                                                |
| Jahr | Titel                     | DE | AT | CH | UK | US | Anmerkungen                                                                                                |
| ---- | ------------------------- | --- | --- | --- | --- | --- | --- |
| 1989 | Ferry 'Cross the Mersey   | DE22 (17 Wo.)DE | — | CH12 (4 Wo.)CH | UK1 (10 Wo.)UK | — | Erstveröffentlichung: Mai 1989 mit The Christians, Paul McCartney, Gerry Marsden und Stock Aitken Waterman |
| 1994 | Love & Hate Sweet Revenge | — | — | — | UK97 (1 Wo.)UK | — | Erstveröffentlichung: September 1994 Ryūichi Sakamoto feat. Holly Johnson                                  |

## Videos
Die Videos des Sängers Holly Johnson, die er ohne seine Gruppe Frankie Goes to Hollywood machte, sind stets bunt und der Sänger lässt dabei gelegentlich homoerotische Konnotationen zu. Er tritt in diesen Videos oftmals mit Anzug und Krawatte auf und nicht selten mit Hut oder bunter Kleidung. Sein bekanntestes Video ist das zu dem Song Love Train. Für die Lieder Americanos, Atomic City, Legendary Children, Love and Hate, Heavens Here, Across the Universe, Disco Heaven und In and Out of Love gibt es ebenfalls Videos.